# Денієл Вілсон (футболіст)
Денієл Вілсон (англ. Daniel Wilson, нар. 1 листопада 1993) — гаянський футболіст, півзахисник клубу «Поліс» (Джорджтаун) і національної збірної Гаяни.

## Клубна кар'єра
У дорослому футболі дебютував 2011 року виступами за команду «Альфа Юнайтед», в якій провів два сезони.
У 2013 році, сподіваючись в майбутньому заграти на найвищому європейському рівні, підписав контракт з фінським клубом третього дивізіону «ТП-47». Незважаючи на прекрасний сезон у Фінляндії, 2013 року повернувся до колишнього клубу «Альфа Юнайтед», до складу якого повернувся 2013 року. Цього разу відіграв за клуб із Джорджтаун наступні три сезони своєї ігрової кар'єри.
2016 року уклав контракт із суринамським клубом «Нішан 42 Мірзог», у складі якого провів наступний рік своєї кар'єри гравця. З 2017 року два сезони захищав кольори клубу «Вестерн Тайгерс». До складу клубу «Поліс» (Джорджтаун) приєднався 2020 року. 

## Кар'єра в збірній
Дебютував у футболці національної збірної Гаяни 24 серпня 2011 року в поєдинку проти Індії, вийшовши на поле наприкінці другого тайму. Дебютним голом за національну команду відзначився 16 листопада 2012 року в поєдинку проти Гренади
У складі збірної був учасником розіграшу Золотого кубка КОНКАКАФ 2019 року.

### Голи за збірну
Рахунок та результат збірної Гаяни знаходиться на першому місці.
| №  | Дата              | Місце                                                | Суперник | Рахунок | Результат | Змагання                            |
| -- | ----------------- | ---------------------------------------------------- | -------- | ------- | --------- | ----------------------------------- |
| 1. | 16 листопада 2012 | Національний стадіон Гренади, Сент-Джорджес, Гренада | Гренада  | 1–1     | 1–2       | кваліфікація Карибського кубку 2012 |